# Filips van Sausenberg
Filips van Sausenberg (1454 - Montpellier, 9 september 1503) was van 1487 tot 1503 markgraaf van Baden-Sausenberg en graaf van Neuchâtel. Ook liet hij zich vanaf 1466 heer van Badenweiler noemen. Hij behoorde tot het huis Baden.

## Levensloop
Filips was de zoon van markgraaf Rudolf IV van Baden-Sausenberg en Margaretha van Vienne. In 1487 volgde hij zijn vader op als markgraaf van Baden-Sausenberg. Als deel van zijn alliantie met Frankrijk huwde hij tussen 1476 en 1478 met Maria van Savoye, dochter van hertog Amadeus IX van Savoye en nicht van koning Lodewijk XI van Frankrijk. Ze kregen een dochter:
- Johanna (1485-1543), huwde in 1504 met hertog Lodewijk van Orléans-Longueville.

Filips kreeg echter geen zonen, waardoor bij zijn dood in 1503 de linie Sausenberg van het huis Baden uitstierf. Zijn vader Rudolf IV had daarom onderhandelingen begonnen met het hoofd van de oudere linie van het huis Baden, markgraaf Christoffel I van Baden, in verband met een erfenisverdrag. Na de dood van zijn vader zette Filips de onderhandelingen verder en op 31 augustus 1490 sloten ze een erfenisverdrag. De achtergrond van dit akkoord was dat Christoffel zijn zoon Filips wou uithuwelijken aan Filips' dochter Johanna. Dit laatste ging uiteindelijk niet door omdat de Franse koning daar niets van wilde weten en Filips onder politieke druk zette.
In 1474 en 1475 nam hij deel in de Bourgondische belegeringen van Neuss en Nancy en in 1476 vocht hij aan de zijde van Karel de Stoute aan de Slag bij Grandson en de Slag bij Murten. Nadat Karel de Stoute in 1477 verslagen werd bij de Slag bij Nancy, beëindigde Filips het bondgenootschap met Bourgondië en sloot hij een bondgenootschap met Frankrijk in een poging om gebiedsverlies in het vrijgraafschap Bourgondië te voorkomen. Hij bereikte echter het omgekeerde: door zijn dichte politieke connecties aan het Franse hof verloor Filips in 1493 zijn bezittingen in het vrijgraafschap Bourgondië. Om dit gebiedsverlies te compenseren, benoemde de Franse koning hem tot gouverneur en groot-seneschalk van Provence. 
In 1484 was Filips aanwezig bij de kroning van koning Karel VIII van Frankrijk. Ook werd hij door Frankrijk als onderhandelaar naar Zwitserland gestuurd en benoemd tot maarschalk van Bourgondië, dat na de slag bij Nancy in het bezit kwam van Frankrijk. Ook oefende Filips een sterke invloed uit op de Franse politiek. In 1484 werd hij benoemd tot kamerheer van koning Karel VIII van Frankrijk en in 1489 werd hij lid van de Franse Koninklijke Raad. In de Italiaanse Oorlog van 1499 vocht Filips aan de zijde van Frankrijk, terwijl zijn onderdanen in Rötteln aan de zijde van het Heilige Roomse Rijk vochten.
Tijdens zijn regeerperiode als markgraaf liet Filips in 1494 eveneens bouwwerken uitvoeren aan het kasteel van Rötteln. Hierbij liet hij een nieuw herenhuis aan het kasteel bouwen. Ook zou hij het interieur van het paleis van Neuchâtel bepaald hebben. 
In 1503 overleed Filips op ongeveer 49-jarige leeftijd in Montpellier. Zijn dochter Johanna volgde hem op als gravin van Neuchâtel, terwijl het landgraafschap Sausenberg, de heerlijkheid Badenweiler, de heerlijkheid Rötteln en Schopfheim naar markgraaf Christoffel I van Baden ging. Johanna en haar echtgenoot Lodewijk van Orléans-Longueville, die zich markgraaf van Rötteln liet noemen, gingen echter niet akkoord met het erfverdrag dat Filips met markgraaf Christoffel I van Baden had afgesloten en probeerden steun te verwerven bij de Zwitserse kantons Solothurn, Luzern, Fribourg en Bern. Het erfconflict zou pas in 1581 bijgelegd worden, nadat het huis Baden 225.000 gulden schadevergoeding aan het huis Orléans-Longueville betaald had.